# Acidente ferroviário de Once de 2012
Acidente ferroviário de Once de 2012, comumente chamado de Tragédia de Once pelos meios de comunicações, foi um acidente ocorrido em uma quarta-feira 22 de fevereiro de 2012. O trem de número 3 772 da linha Sarmiento, identificado com a placa 16, que estava chegando a plataforma de número 2 da estação de Once. Entretanto, sua marcha não parou e o trem colidiu com os pára-choques de contenção. O trem era formado por oito vagões e transportava 1 200 passageiros. Ao todo, foram  52 vítimas fatais, tendo sido contabilizado de um feto.
É o terceiro acidente ferroviário mais grave da Argentina, depois do ocorrido em 1970, em Benavídez, em que 236 pessoas morreram e o acidente de 1978 na cidade de Sa Pereira, que resultou em 55 mortes.
Na época, a presidenta da Argentina, Cristina Fernández de Kirchner, declarou 48 horas de luto nacional e o então prefeito de Buenos Aires, Mauricio Macri, decretou o luto na cidade. Também decretado na província de Buenos Aires pelo governador, Daniel Scioli. Todas as festas de carnaval agendadas em Buenos Aires foram suspensas.

## Incidente
De acordo com os dados, o trem saiu de Moreno transportando 1 200 pessoas. Ele entrou no estágio de desaceleração, a velocidade dele nos último 40 metros era de 20 km/h, entretanto, o trem não freou e bateu nos sistemas adesivos para contenção da plataforma 2. Durante o acidente, os três primeiros carros foram esmagados, resultando nos feridos mais graves. De acordo com a BBC "um dos vagões adentrou cerca de seis metros em outro vagão." Em setembro 2015, houve uma investigação para determinar se ocorreu falha mecânica ou humana.
Muitos passageiros relataram ter ouvido o momento da colisão um som parecido com uma enorme explosão que causou a quebra de todos o vidros.

## 22F
No primeiro ano da tragédia, centenas de pessoas se reuniram em 22 de fevereiro de 2013 para honrar os 51 mortos. A marcha levou o nome de "22F" (combinação derivada pelo número de data e letra inicial de fevereiro), começou com um minuto de silêncio às 8h33 horas (UTC-3), a legenda "JU5T1CIA" fazendo referência ao 51 mortos. A marcha foi organizada através de redes sociais.

## O vídeo do acidente
Recentemente, o jornal Infobae teve acesso a câmara de gravação da placa 16, que estava envolvido na tragédia. Nela, o o bom funcionamento dos freios entre as estações de Caballito e Once de Septiembre é observado.

## Caso em tribunal

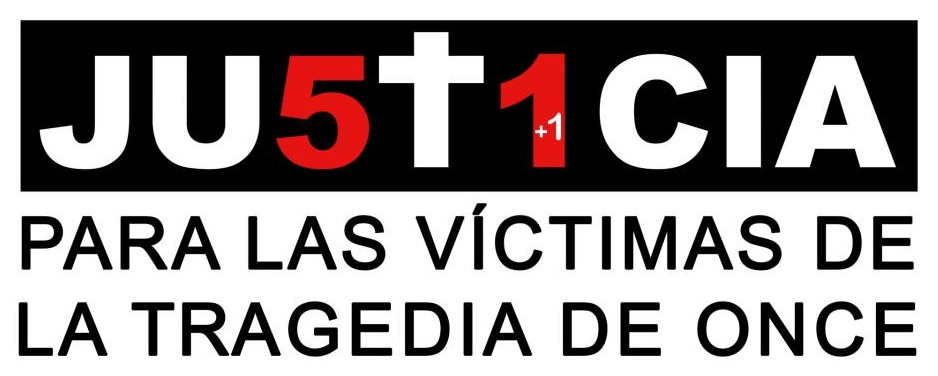
Logo utilizada em manifestações e em outros atos públicos por justiça

De acordo com fontes sindicais, o trem que colidiu na estação Onze tinha saído da oficina no dia anterior ao acidente, depois de um processo de 10 dias de manutenção. Em 2014, O Tribunal Oral Federal 2 prendeu por falso testemunho o guarda Patricio Juarez, que se contradisse durante a sua declaração no julgamento do acidentes. Esta é a segunda vez que um guarda é preso no julgamento por perjúrio, o ocorrido em 17 de junho de 2011. Quando, Geronimo foi preso, e no dia seguinte foi libertado, nesse caso, o guarda também estava relutante em dar detalhes na sua explicação.
Marcos Córdoba foi liberado pelo juiz, após o teste do bafômetro apontar negativo. Em 2014, o advogado Gregorio Dalbon, representante de uma das quatro reclamações, chamado sobre a detenção Tribunal Federal Número 2 de Marcos Córdoba, o maquinista acusado pelo acidente que matou 51 pessoas.